# Modriča
Modriča (szerbül: Модрича), város és községközpont Bosznia-Hercegovinában, a Szerb Köztársaság északi régiójában. 

## Fekvése
A település Bosznia-Hercegovina északi részén, Dobojtól légvonalban 30, közúton 50 km-re északkeletre a Boszna jobb partján, 100-265 méteres magasságban fekszik. Modriča község három különálló földrajzi területet foglal magában, mindegyiknek egy kis részét lefedve: a boszniai Szávamenti-síkság egy kis részét a Boszna folyó völgyének egy részével, a Vučjak-hegység egy részét a Boszna folyó bal partján, és a Trebava-hegység egy részét a Boszna folyó jobb partján. A község domborzatát a Vučjak (367 m) és a Trebava (644 m), a Boszna folyó völgye (106-103 m) és a Szávamenti-síkság (91-90 m tengerszint feletti magasságban) alkotja.

## Éghajlata
Földrajzi elhelyezkedésének köszönhetően a mérsékelt kontinentális éghajlat övéhez tartozik. Az éves átlaghőmérséklet 12,5 °C körül van, az éves csapadékmennyiség 850 liter méterenként. Az év során körülbelül 80 derült, 170 felhős nap van, a többi nap változó intenzitású. Nagyon gazdag termékeny földterületekben és kis vízfolyásokban.

## Népessége

### A község népessége
| Nemzetiségi csoport | Népesség 1991 | Népesség 2013 |
| ------------------- | ------------- | ------------- |
| Szerb               | 12534         | 20227         |
| Bosnyák             | 10375         | 3101          |
| Horvát              | 9805          | 1674          |
| Jugoszláv           | 1851          | 23            |
| Egyéb               | 1048          | 695           |
| Összesen            | 35613         | 25720         |

### A város népessége
| Nemzetiségi csoport | Népesség 1991 | Népesség 2013 |
| ------------------- | ------------- | ------------- |
| Szerb               | 2420          | 6952          |
| Bosnyák             | 5252          | 1836          |
| Horvát              | 1134          | 157           |
| Jugoszláv           | 1347          | 11            |
| Egyéb               | 301           | 463           |
| Összesen            | 10454         | 9419          |

## Története
A Modričában átellenben, a Száva bal partján található Dobor a régészeti leletek tanúsága szerint már a kőrézkor óta lakott volt. Az itteni erődített települést először a kostalaci kultúra népe lakta, majd lakott volt a bronzkorban, a vaskorban, a római korban és a kora középkoriban is. Bronzkori régészeti leletek, harminc darab bronztárgy került elő a Srpska Varoš nevű városrész területéről is, mely azt bizonyítja, hogy maga mai Modriča területe is lakott volt már a bronzkorban.
Modriča települést először 1323-ban, II. István bosnyák bán oklevelében említik. Az oklevél szerint Grgur Stjepanić kenéz öt falut kapott a bántól az akkori usorai térségben, Čečava, Hrastuš, Nenavišt Jakešben, Volović és Modrič falvakat. Luxemburgi Zsigmond magyar király 1387-es koronázásakor leszámolásra került sor politikai ellenfeleivel, akik között ott voltak a Horváti fivérek is, János és Pál, akiket a bosnyák Stefan Tvrtko segített. Ekkor a Horváti fivérek Doborba menekültek, ahol sokáig ellenálltak Zsigmondnak. 1387 éa 1388 között a Boszna Modričcsal szemközti bal partján felépítették Dobor várát, mely csakhamar a magyarokkal, majd a törökökkel vívott csaták színtere lett. A magyar királyok uralmával elégedetlen bosnyák nemesek II. Stefan Tvrtkót választották Bosznia királyává, ami feldühítette Zsigmondot. Az 1408 őszén, Dobor melletti csatában a boszniai hadsereg vereséget szenvedett, és a magyar király parancsára 179 boszniai nemest mészároltak le. A következő fontos esemény 1449 novemberéből származik, amikor Doborban István Tamás bosnyák király törökellenes védelmi szerződést kötött Hunyadi János megbízottjával, Kórógyi II. János macsói bánnal. Bosznia 1463-as eleste után Dobor a Beriszló család uralma alatt állt. A Magyar Királyságnak Róma ösztönzésére az eretnek bogumil balkáni lakosság ellen a 14. és 15. században végrehajtott hittérítő hadjáratai után döntően katolikus lakosság maradt Észak-Boszniában és számos katolikus kolostort alapítottak. Ezek egyike Modričán épült fel. Bár a szerb lakosságnak is voltak több helyen imahelyei, amikor a törökök megérkeztek ezekre a területekre, ezeket lerombolták. 
A törökök végül 1536-ban foglalták el Dobort és Modričát. A török hatóságok erőfeszítéseket tesznek a régi lakosság visszatelepítésére és újak betelepítésére, ami a gazdasági és stratégiai szükségleteik kielégítéséhez volt szükség. A 16. század körül hírek keringenek egy új népesség érkezéséről. A török defterek ezt a népet vlachoknak nevezik. Nevükből, majd papjaik jelenlétéből és végül származási helyükből nyilvánvaló, hogy ezek a telepesek szerbek voltak. A török hódítás után azonnal megkezdődött a keresztény lakosság iszlamizációja. Azonban már a 17. század elején ez a folyamat többnyire megállt, és csak egyedi esetekben jelent meg. A következő két évszázadban Modriča vidéke határvidékké válik, ami a pusztítás mellett állandó gazdasági stagnálást is hozott magával. A szerb nép egyik legjelentősebb felkelése az Oszmán Birodalom ellen a Jovic pap vezette 1834-es vučijaki felkelés volt. A következő évtizedeket a parasztok gyakori felkelései és a török adók elleni harc jellemezte.
A vegyes lakosságú település 1878-ig tartozott az Oszmán Birodalomhoz. Ekkor a berlini kongresszus határozata alapján az Osztrák-Magyar Monarchia része lett. 1879-ben az első osztrák-magyar népszámlálás során a Gradačaci járáshoz tartozó településnek, 456 háztartása, 1433 muszlim,468 ortodox, 79 római katolikus és 5 izraelita lakosa volt. Ebben az időszakban, 1897-ben vált Modriča hivatalosan is várossá. A város és a környező falvak lakosságának fő foglalkozása a mezőgazdaság volt. A mezőgazdasági telepet még 1876-ban alapították, és főként állatkereskedelemmel, Ausztria-Magyarországra történt exportálkással foglalkozott. A 20. század első éveiben több kulturális és művelődési egyesület jött létre: a „Prosvjeta” (1902), a „Gajret” (1903), majd a „Napredak” (1904), a „Zora” Szerb Ortodox Énekesegylet, a „Srpkinja” jótékonysági egyesület, majd 1910-ben a „Srpski soko”. A muszlim lakosság társasági élete az 1908-ban alapított Muszlim Olvasóterem keretein belül zajlott. Csak kevés horvát volt és gazdaságilag sem voltak elég erősek ahhoz, hogy nagyobb társadalmi aktivitást fejlesszenek ki. Modričán azonban megalapították a „Napredak” egyesület kuratóriumát és a „Bosna római katolikus temetkezési társaságot (1912).
1910-ben a Gradačaci járáshoz tartozó településen 520 háztartást, 1786 muszlim, 477 ortodox, 190 római katolikus és 9 zsidó lakost találtak. Az első világháború alatt Modriča szerb lakosságát az aradi, soproni és doboji táborokba hurcolták. Kevesebb mint három év alatt mintegy 45 000 fogoly, gyermek, nő és idős ember haladt át a doboji táboron. A monarchia szétesésével 1918-ban előbb a Szerb-Horvát-Szlovén Királyság, majd 1929-től a Jugoszláv Királyság része lett. 1921-ben a Gradačaci járáshoz tartozó a településnek 2454 lakosa volt, közülük 1806 muszlim, 389 ortodox, 243 római katolikus, 14 izraelita és 2 görög katolikus volt.Az 1929-es törvény értelmében, amikor Bosznia-Hercegovinát négy banovinára, Drinskára, Vrbaskára, Zetskára és Primorskára osztották, a település a Vrbaska banovina (Orbászi Bánság) része lett, amelynek székhelye Banja Luka volt. 1939-ben a közigazgatás átszervezésével a Hrvatska banovina (Horvát Bánság) része lett.
A két világháború közötti időszak nem befolyásolta jelentősen a társadalmi-gazdasági feltételek fejlődését. Az ipar hiánya, a rossz úthálózat, a Boszna folyón átívelő fahíd veszélyes volt, és minden évben fenyegették az olvadó jég hatalmas tömbjei. A mezőgazdaság egyetlen ága, amely ilyen növekedést és fejlődést mutat, a gyümölcstermesztés és a szilvatermesztés volt. A mezőgazdaság általános fő jellemzői a mezőgazdasági üzemek széttagoltsága, a modern agrotechnikai intézkedések alkalmazásának hiánya, az alacsony hozamok és a legtöbb paraszt túlzott eladósodottsága. A város közelében volt a 354 hektáros „Petar Mrkonjić” mezőgazdasági birtok, amelynek gyümölcsöskertje az ország egyik legnagyobbja volt.
A második világháborúban Jugoszlávia megszállása után a Független Horvát Állam (NDH) része lett. Megkezdődött az elsősorban szerb állampolgárok üldözése, letartóztatása és táborokba hurcolása. Másodrendű állampolgároknak nyilvánították őket. Eltörölték az első világháborúban Szerbia oldalán önkéntesen részt vettekért kapott nyugdíjakat. A zsidók sárga szalagot kaptak a karjukra, elbocsátották őket vezető közszolgálati pozícióikból, minden vagyonukat elkobozták, és betiltották a gyülekezést. A szerbeket, zsidókat és romákat fizikai megsemmisítéssel fenyegették. Egymást érték a szerbekkel szembeni atrocitások. Végül 1943. szeptember 8-án a Jugoszláv Nemzeti Felszabadító Hadsereg (NOVJ) egységei bevonultak Modričába. A német egységek december 24-én foglalták vissza Modričát.
1945. április 9-én azonban a NOVJ egységei ismét bevonultak Modričába. Ettől a naptól kezdve Modriča elkezdte a háború utáni talpra állást, és ezzel egyidejűleg társadalmi és gazdasági fellendülés is tapasztalható volt.
A második világháború után 1992-ig a település a szocialista Jugoszlávia keretében a Bosznia-Hercegovinai Népköztársaság része volt. 1945 óta Modriča község jelentős és gyorsuló gazdasági fejlődést produkált. Már április 14-én megkezdte működését a Modričai Mezőgazdasági Szövetkezet, 1976-ban pedig egy modern, körülbelül 600 tehén befogadására alkalmas tehéntelepet helyeztek üzembe. A vasút, azaz a Šamac-Szarajevó vasútvonal építése az egész község gazdasági fejlődésének egyik fő mozgatórugója volt. 1947-ben kezdődött a „Dusa” malom építése, az építkezés befejezése és a munka pedig 1951-ben kezdődött. 1948-ban egy 2 kW-os áramfejlesztőt telepítettek az Elektrofém (később "Metalrad") területén. 1949-ben megalapították a kézműipari vállalatot – a „Drvorad”-ot. 1954. május 25-én megalakult a „Budućnost” vegyipari kézműves üzem, amely később Modriča Rafinerijára változtatta a nevét.
A boszniai háború idején a település horvát lakosságát elüldözték. A boszniai háborút lezáró daytoni békeszerződés rendelkezése alapján az ország területét felosztották a Bosznia-hercegovinai Föderáció és a boszniai Szerb Köztársaság között. A békeszerződés utáni területmegosztási megállapodás értelmében a település a Boszniai Szerb Köztársasághoz került. 

## Gazdaság
Modriča egy fejlődő iparral rendelkező város. Az olajfinomító mellett, amely a gazdasági fejlődés fő hajtóereje és a város szimbóluma, amelyről egész Európában ismerik. Más iparágak is fejlődnek Modričában, mint például a cipőgyártás, a textilipar, a vegyipar, a faipar, az élelmiszer- és italgyártás és mások.

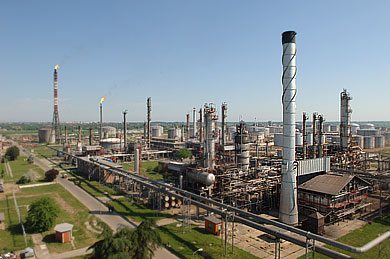
Az olajfinomító létesítményei

- Az olajfinomító a gazdasági eredmények és az alkalmazottak számának tekintetében domináns pozíciót tölt be az ipari termelésben. Üzleti folyamatainak folyamatos fejlesztésével követi a gépjárművek és egyéb gépek, berendezések gyártóinak követelményeit, valamint az olajipar területén érvényes jelenlegi európai szabványokat.[13]

- A cipőipar is jelentős munkaadó Modrica községben, több mint 700 munkavállalót foglalkoztat. A településen több olyan vállalat is működik, amely lábbeliket gyárt, amelyek közül néhány már külföldi vállalatokkal is együttműködik.[13]

A kedvező földrajzi elhelyezkedés, az éghajlati viszonyok és a rendelkezésre álló mezőgazdasági területek miatt Modriča község egyik fő stratégiai fejlesztési ágazata a mezőgazdaság. Modriča község 22 431 hektár mezőgazdasági területtel rendelkezik, ami területének 61,73%-át teszi ki. A 22 431 hektárból 16 263 hektár (72,5%) szántó, 2299 hektár (10,25%) gyümölcsös, 1261 hektár (5,62%) rét és 2608 hektár (11,63%) legelő. 2012 elején elfogadták a Modriča Község Mezőgazdasági és Vidékfejlesztési Programját a 2012-2016 közötti időszakra. A Program meghatározza a mezőgazdaság és a vidéki területek fejlesztésének hosszú és rövid távú céljait. Modrica önkormányzatának költségvetése a mezőgazdaság és a falvak fejlesztésére szánt forrásokat tervez, amelyek 60%-át a mezőgazdasági termelés ösztönzésére különítik el. Főbb célterületek: az állattenyésztés, a méhészet, a gyümölcstermesztés és az üvegházi zöldségtermesztés. A fennmaradó 40%-ot a szövetkezeti szektor és az egyesületek megerősítésére, vásárok szervezésére, mezőgazdasági termelők más vásárokra való látogatására, mezőgazdasági termelők oktatására és sürgősségi segélyre különítették el.

## Oktatás
Modriča község területén az oktatási intézményeket tekintve a következő intézmények működnek: egy állami óvoda, két városi központi általános iskola, amely tizennyolc regionális általános iskolát foglal magában a vidéki helyi közösségekből, valamint egy középiskolai központ, ahol a diákokat különböző szakmákra oktatják.

## Kultúra
- A városközpontban, a Dr. Milan Jelić téren, körülbelül 1000 m²-es területen található a Szerb Kulturális Központ (SKC). A Kulturális Központon belül található a 250 fő befogadására alkalmas Kék Terem, amely konferenciák és színpadi előadások szervezésére szolgál. A Kék Terem mellett további kisebb, akár 50 fő befogadására alkalmas termek is találhatók, ahol irodalmi esteket, nyilvános fórumokat, workshopokat, szemináriumokat és különféle rendezvényeket tartanak. Az előcsarnokban és a folyosókon festményeket és egyéb műtárgyakat állítanak ki, például kézműves termékeket, ikonokat, régészeti ásatások során talált tárgyakat stb. Az SKC-n belül található a városi könyvtár, valamint egy mozi is.[15]

- A „Vuk Karadžić” Nemzeti Könyvtár több, mint 30000 kötetet számlál. A legrégebbi könyv 1847-ből származik, a régi fényképek között pedig Modriča 1905-ös panorámája is látható. A könyvtári anyagokat főként helyi kötelespéldányokból, ajándékokból, kisebb mértékben pedig csere és vásárlás útján gyűjtötték össze.

- Modriča kultúrájához nagy mértékben hozzájárul a „Modriča” Kulturális és Művészeti Egyesület. Az egyesületet 2007. november 26-án alapították azzal a céllal, hogy megőrizzék Bosznia-Hercegovina népének kulturális és művészeti örökségét. Célja elődje, a Prosvjeta Kulturális és Oktatási Társaság hagyományainak folytatása, amelyet 1902-ben alapítottak Modričán, de a boszniai háború miatt tevékenysége megszűnt.[16]

## Sport
- FK Modriča Alfa labdarúgóklub, 1922-ben alapították;
- OK Modriča röplabdaklub 1967. március 8-án alakult

## Nevezetességei

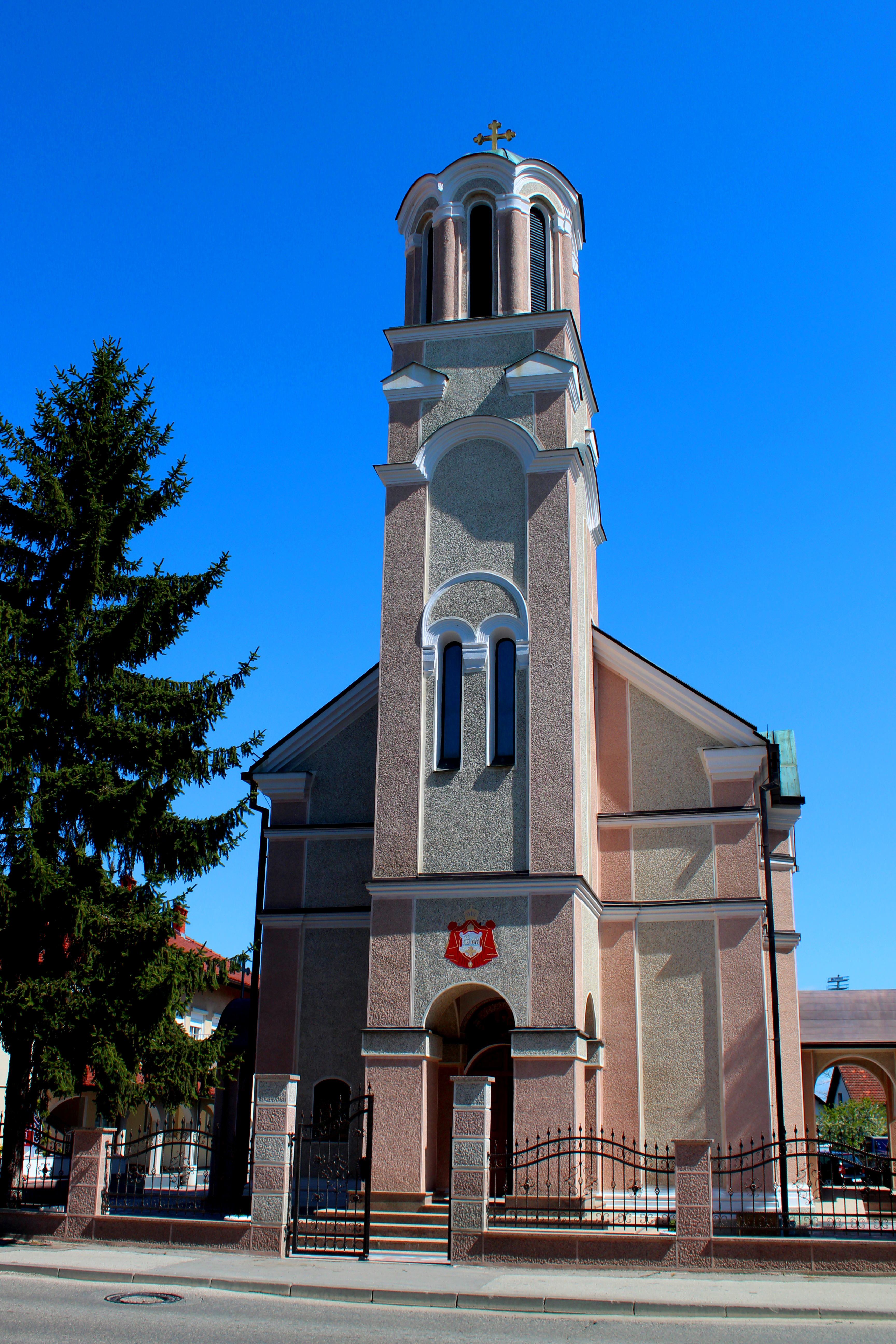
A Szűz Mária Mennybevétele ortodox templom

- Dobor várának romjai Modriča központjától mintegy 4 km-re, közvetlenül a Boszna bal partja feletti erdős magaslaton találhatók. A vár dombját a Boszna és a Mučnica-patak medre határolja. Dobor vár magját két torony alkotja, amelyek egy kisebb, 16x8 méteres teret zárnak körül. A megmaradt falak nagy része a 15. századból származik, később a vár területét keleti irányban bővítették. Az egyik torony ágyútoronynak épült, szabálytalan henger alakú, 20 méter magas, a másik torony pedig egy fordított latin D betű jellegzetes alakját viseli, 19,5 méter magas. A régészeti feltárások kimutatták, hogy a vár dombján már az őskorban is erődített települések álltak. A legrégibb kultúrréteg a kostolaci kultúrához tartozik, mely a kőrézkoban virágzott. A következő rétegek a késő bronzkorból, a kora vaskorból, majd a késő vaskorból (kelta la théne kultúra) származnak. Sok római kori cseréptöredék is előkerült, mely arra utal, hogy az erődöt a rómaiak is használták. A legfelsőbb rétegek már a középkorból származnak. Kevés lelet származik a kora középkorból. A középkori vár a 14. század végén épült. Kedvező stratégiai fekvése miatt többször cserélt gazdát, mely során többször lerombolták és újjáépítették. A ma látható falak többsége a 15. századból származik.[5]

- Ami a város muszlim örökségét illeti, ott van egy ovális alakú, egyemeletes épület, amelyet közismert nevén türbének neveznek. Itt épült egy bizonyos török bég sírja, aki a 18. század elején halt meg. Az épület kivételesen jó állapotban van, parkosított udvarral és kerítéssel rendelkezik, és leggyakrabban a ramadán hónapjában látogatják, amikor gyertyákat gyújtanak a türbe ablakaiban és körülötte.[15]

- Szűz Mária Mennybevétele tiszteletére szentelt ortodox temploma 1936-ban épült.

- A park városközpont felé néző oldaláról a Sétálóutcára, Modrica körülbelül 300 méter hosszú, forgalomtól elzárt sétányára lehet kijutni, amely mentén különféle üzletek, kézműves boltok, kávézók és éttermek találhatók. Az utcát košćela fák "őrzik", amelyek a sétányt sikátorszerűvé, Modrica lakosainak és a város vendégeinek kedvelt sétányává teszik.[15]

## Fordítás
- Ez a szócikk részben vagy egészben  a(z)   Модрича című szerb Wikipédia-szócikk ezen változatának fordításán alapul.  Az eredeti cikk szerkesztőit annak laptörténete sorolja fel. Ez a jelzés csupán a megfogalmazás eredetét és a szerzői jogokat jelzi, nem szolgál a cikkben szereplő információk forrásmegjelöléseként.